# Mercedes-Benz Classe SLC
Pour un article plus général, voir Liste des véhicules Mercedes-Benz.

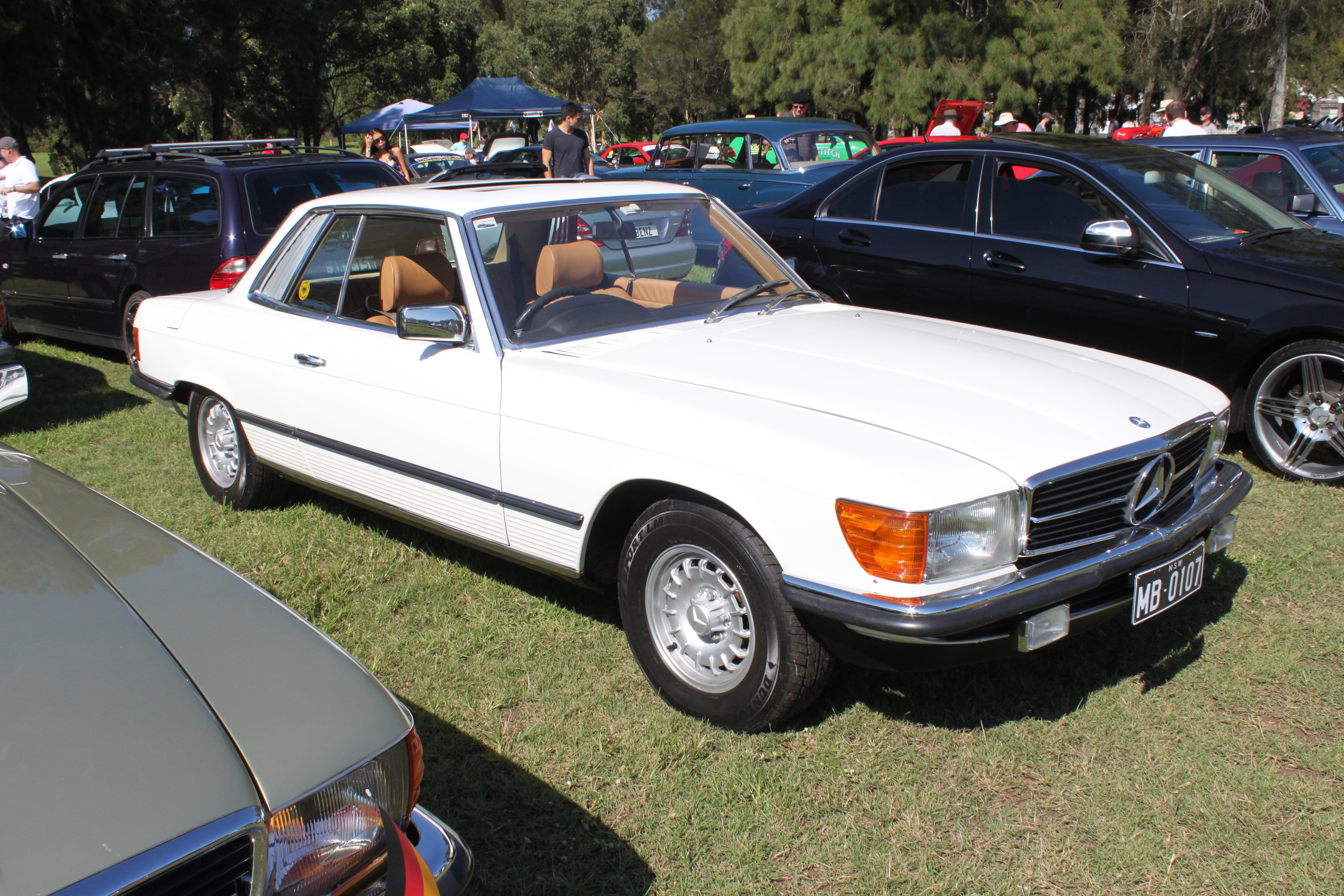
SLC (1972 - 1981).

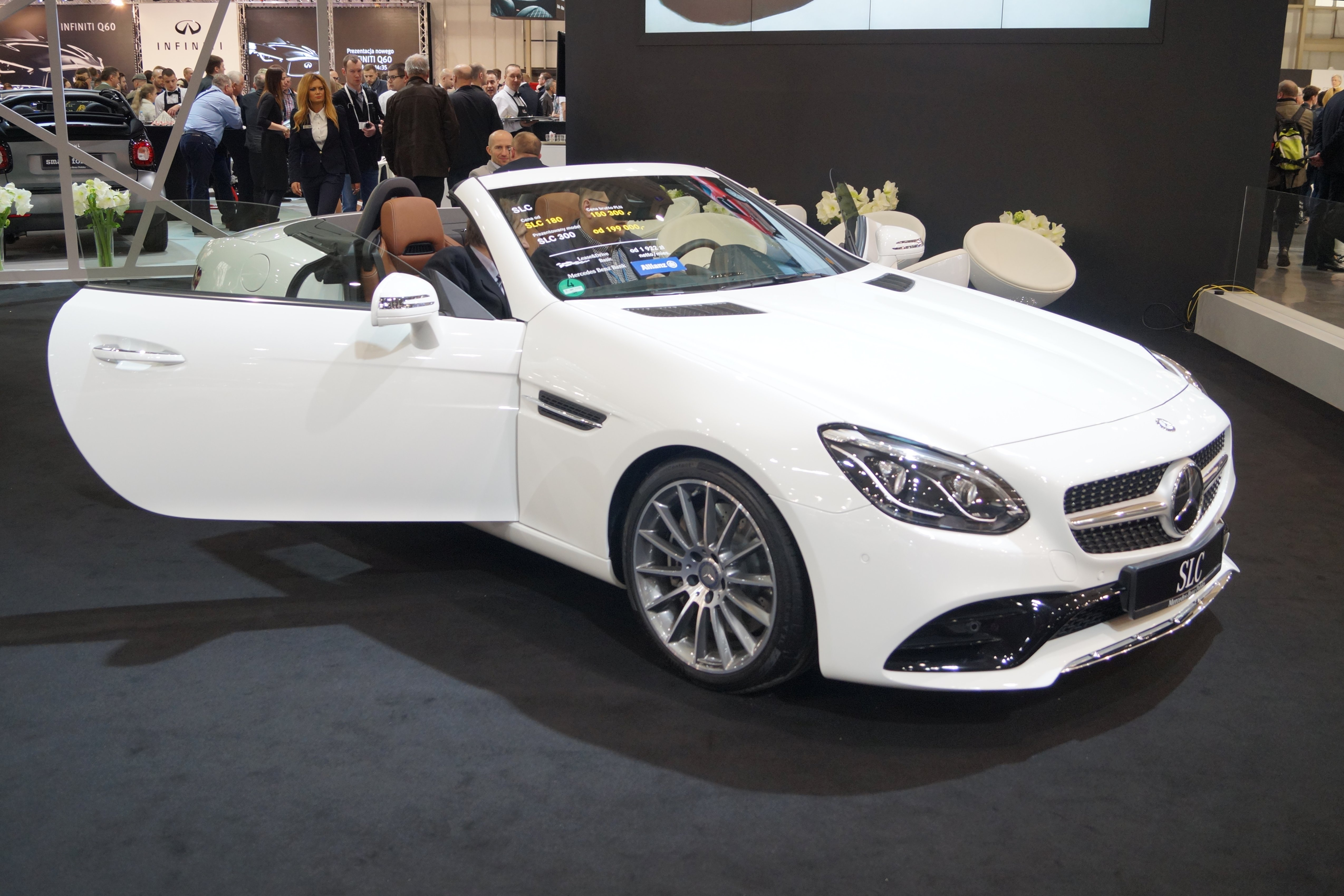
Classe SLC (2016 - 2020).

La Mercedes-Benz Classe SLC est le nom donné à deux automobiles luxueuses du constructeur allemand Mercedes-Benz.
En 1972, la dénomination « SLC » est donnée à la version coupé de la Classe SL (Type 107) dont la production est arrêtée en 1981.
En 2016, afin de s'attacher à la nouvelle nomenclature des modèles Mercedes-Benz, la dénomination « SLC » est donnée à un roadster deux portes basé sur la Type 205 (Type 172). Elle est arrêtée début 2020.

## Historique
La Classe SLC de Mercedes-Benz se décline en deux générations.

### Résumé de la Classe SLC
| Générations        | Production         | Dérivés de chez Mercedes-Benz  | Modèles similaires         |
| ------------------ | ------------------ | ------------------------------ | -------------------------- |
| C107 (1972 - 1981) | 62 888 exemplaires | Type 107 (SL)                  | BMW E9 et Audi 100 Coupé S |
| R172 (2016 - 2020) |                    | Type 205 (C) et Type 253 (GLC) | Audi TT 8S et BMW Z4 III   |

## SLC - Type 107 (1972 - 1981)
La Mercedes-Benz SLC Type 107 a été lancée en 1972. La C107 est la version coupé de la cabriolet R107 lancée un an avant. Le coupé remplace la Type 111C et est remplacé par la Mercedes-Benz SEC en 1981.

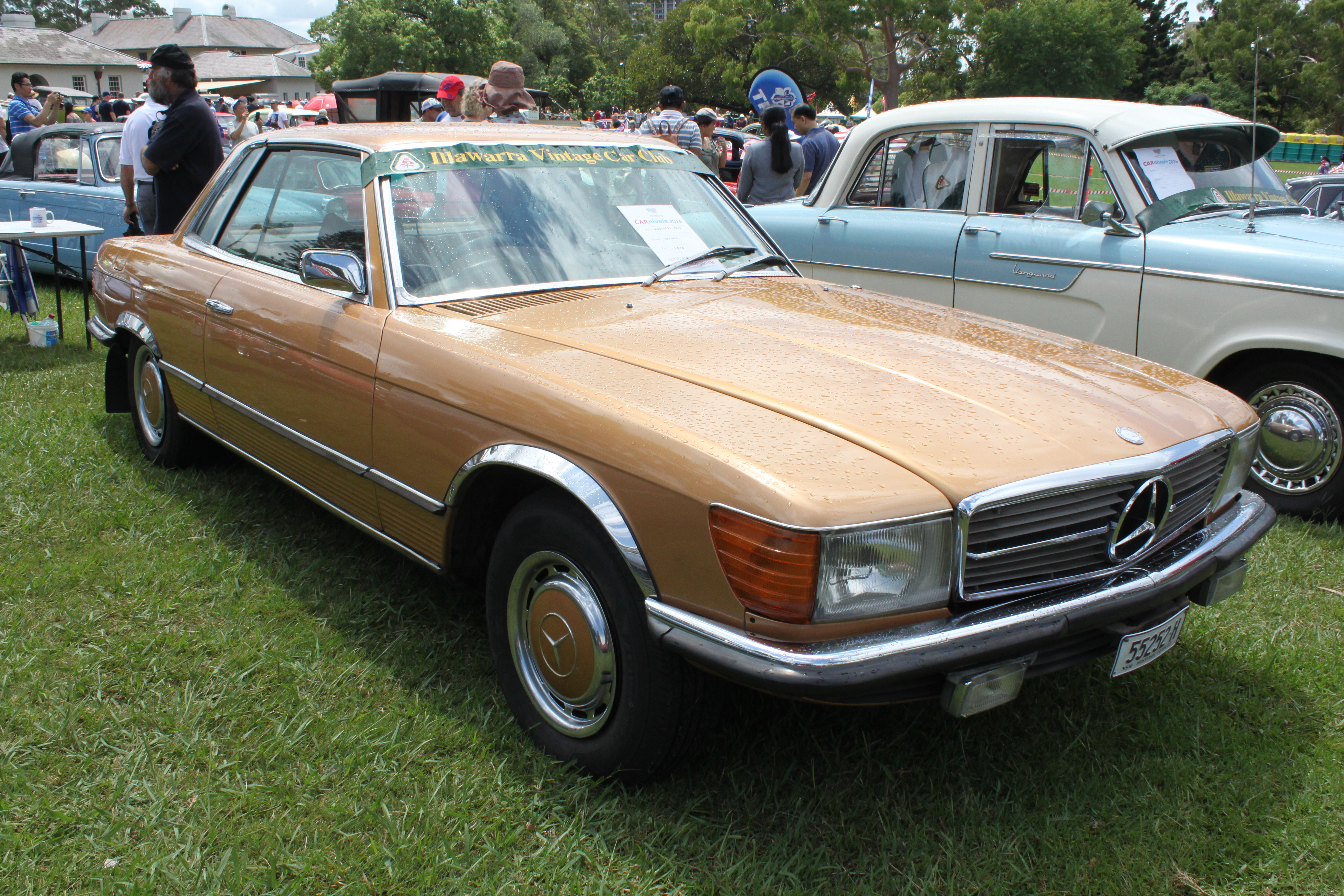
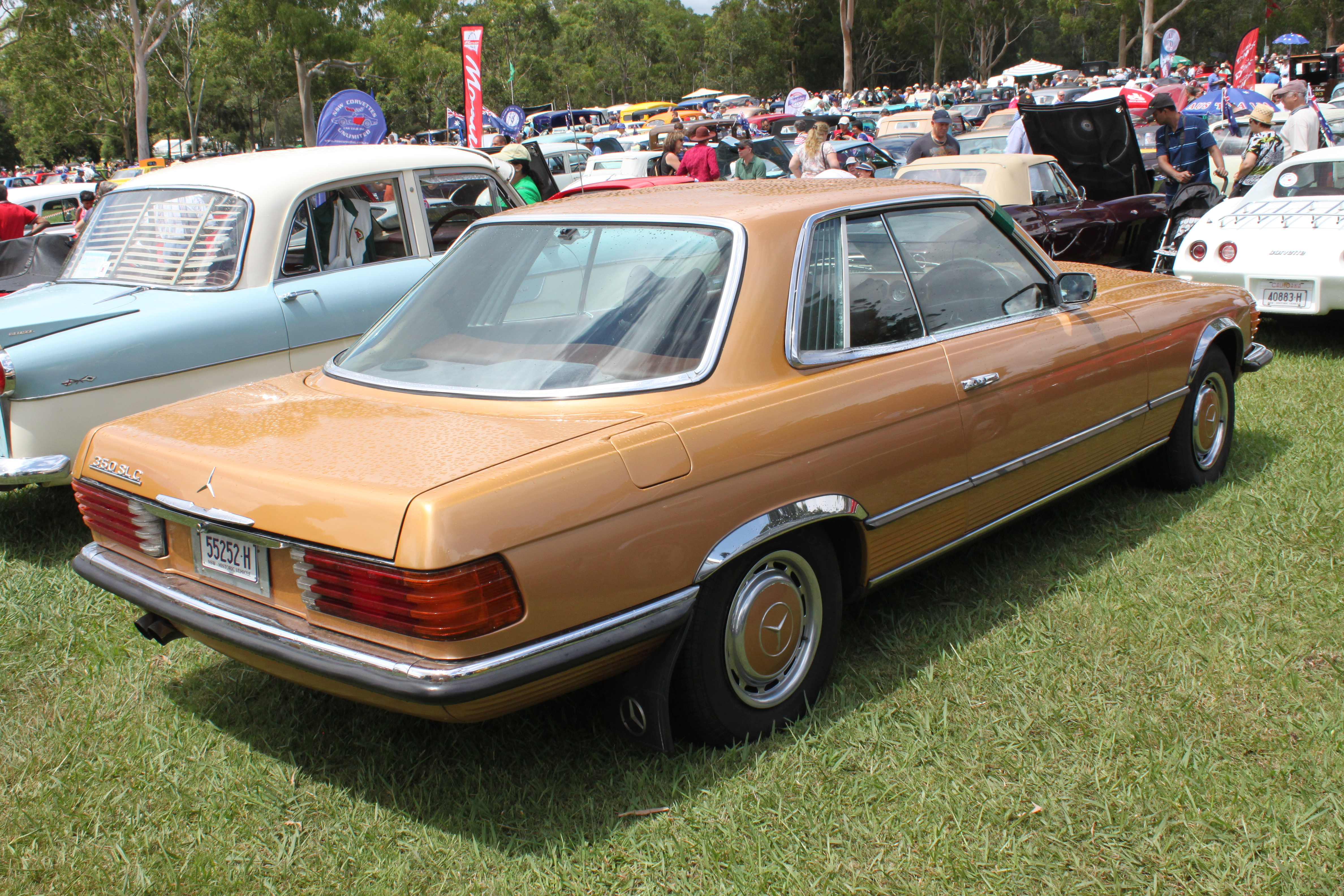
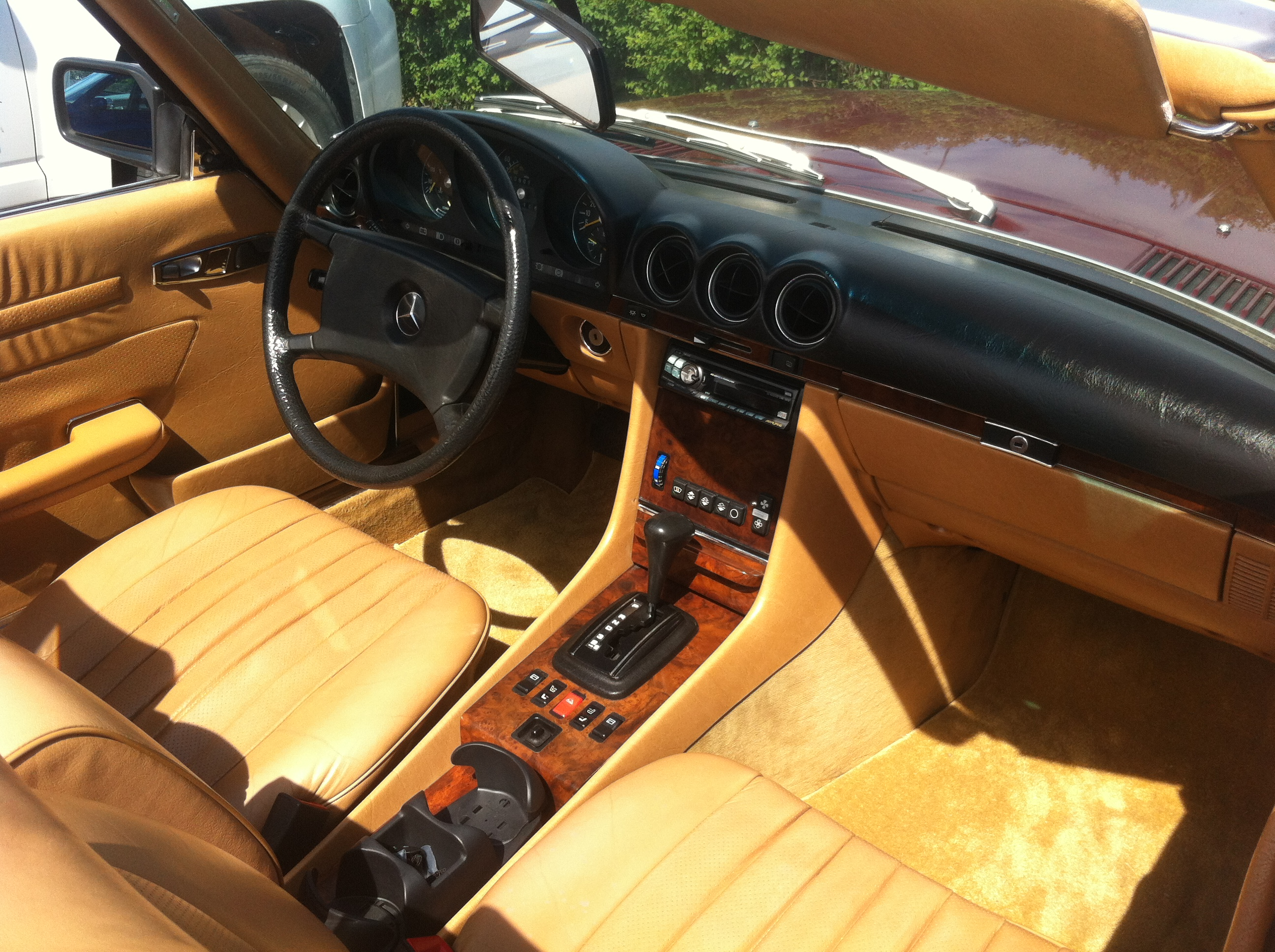
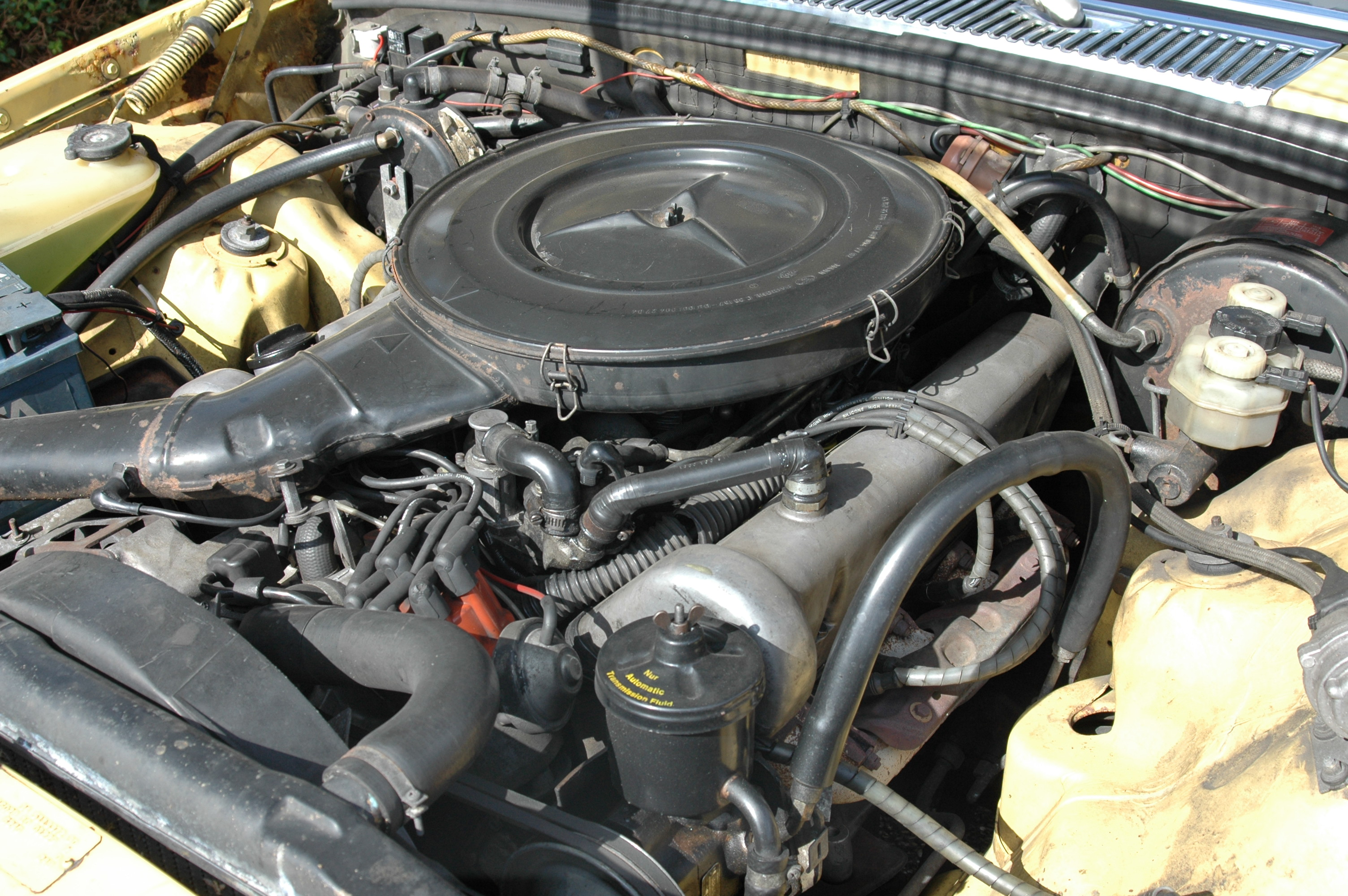

### Versions spécifiques

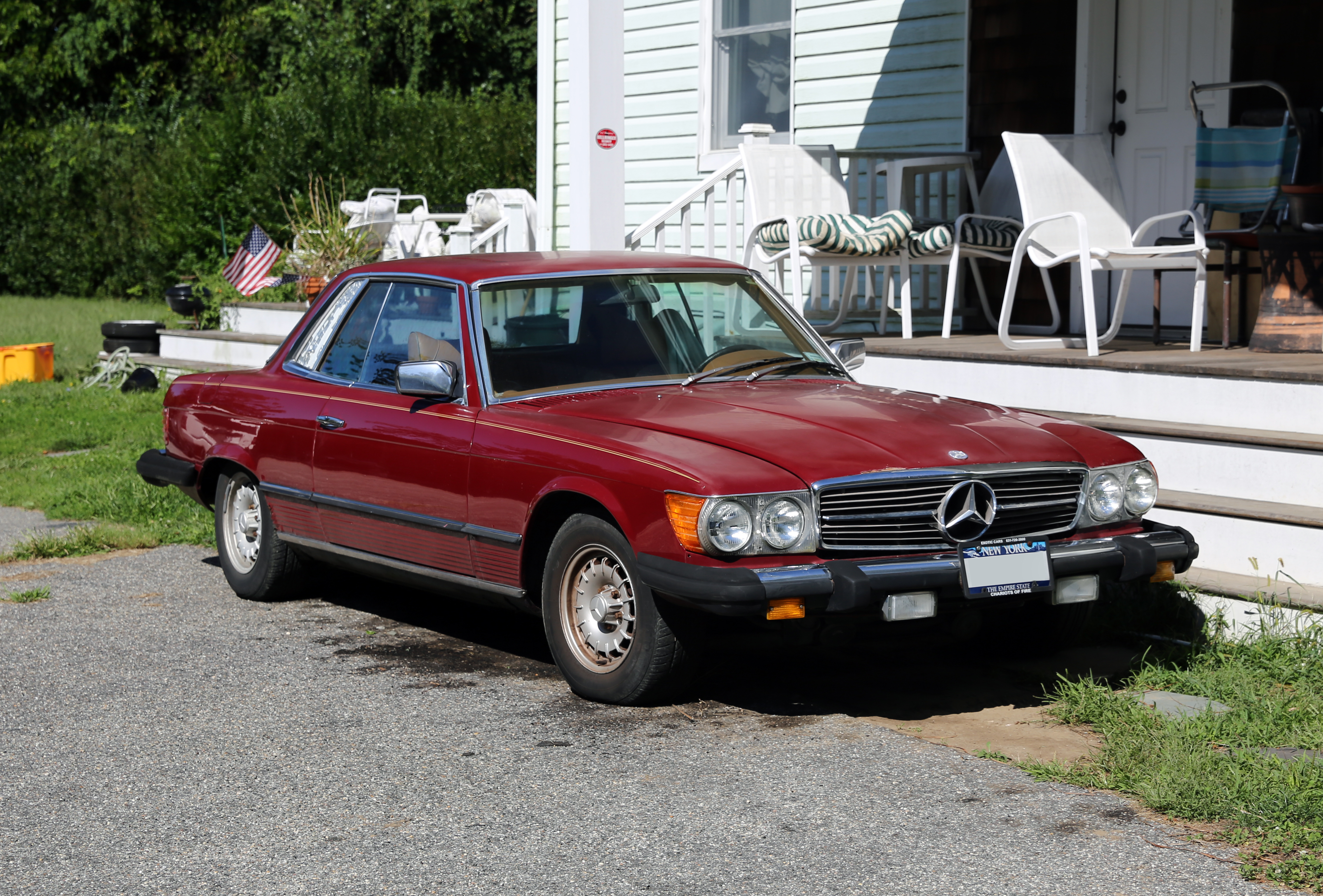

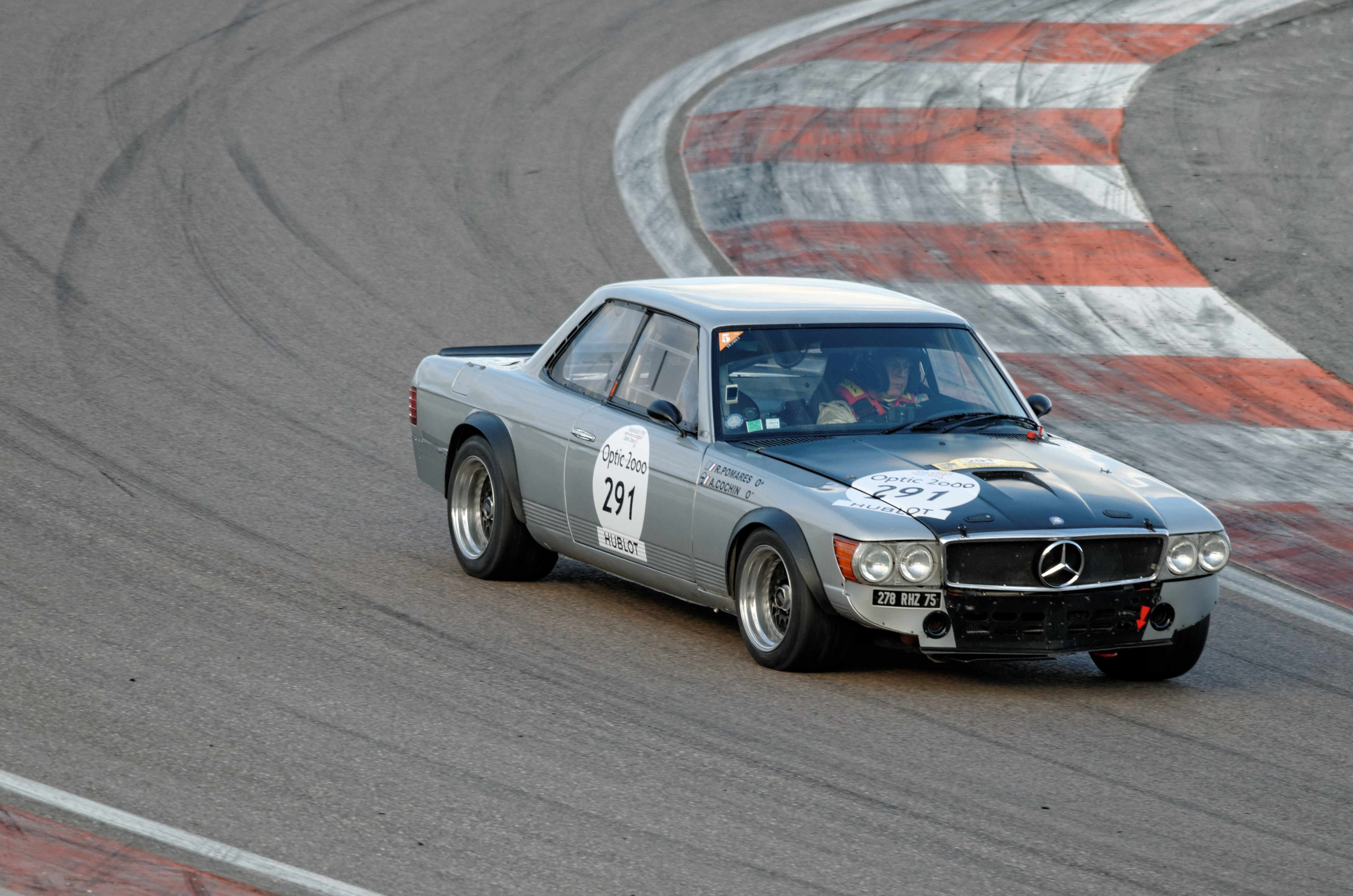

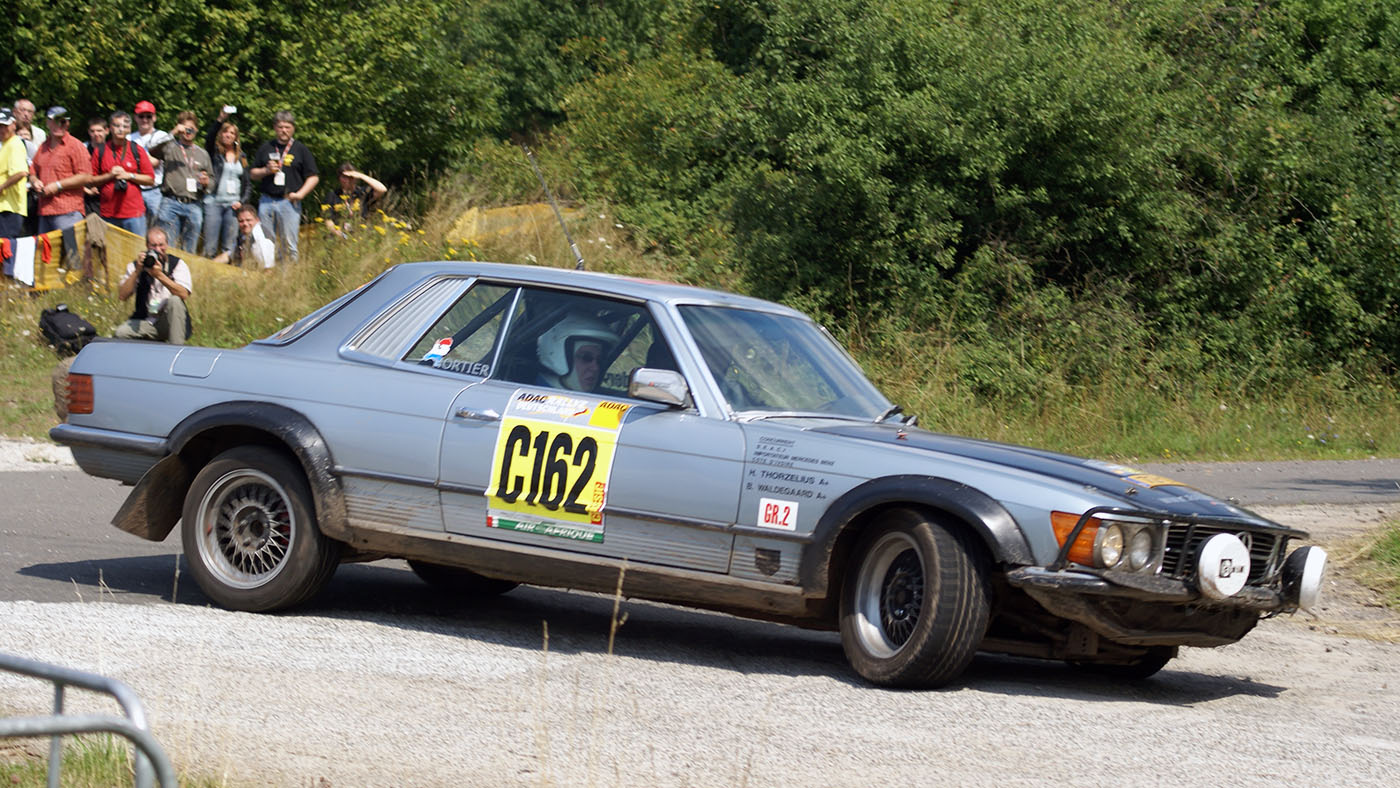

- C107 - US

- C107 - Compétition

- C107 - Rallye

## Classe SLC - Type 172 (2016 - 2020)
La Mercedes-Benz Classe SLC Type 172 est produite de 2016 à début 2020.

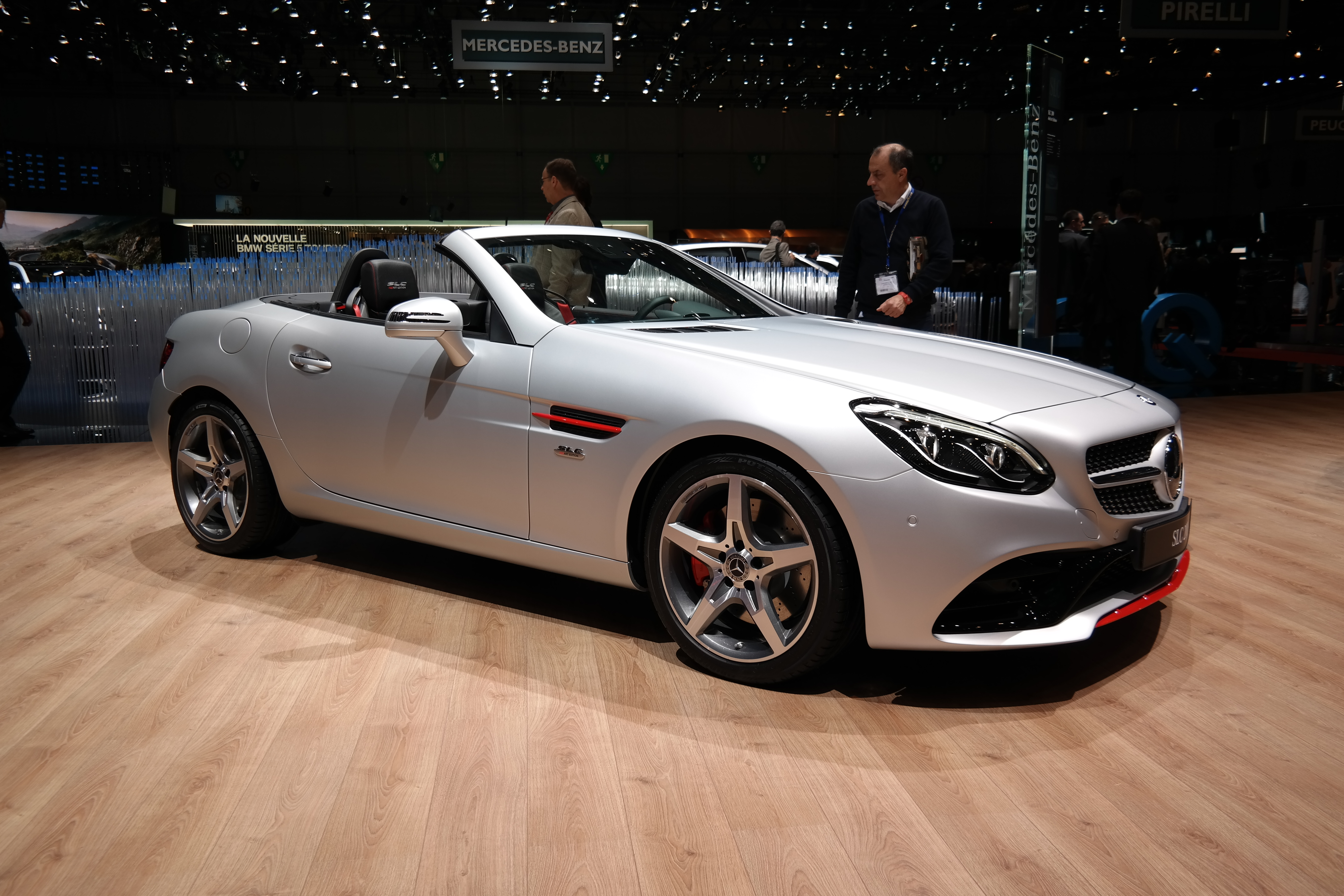
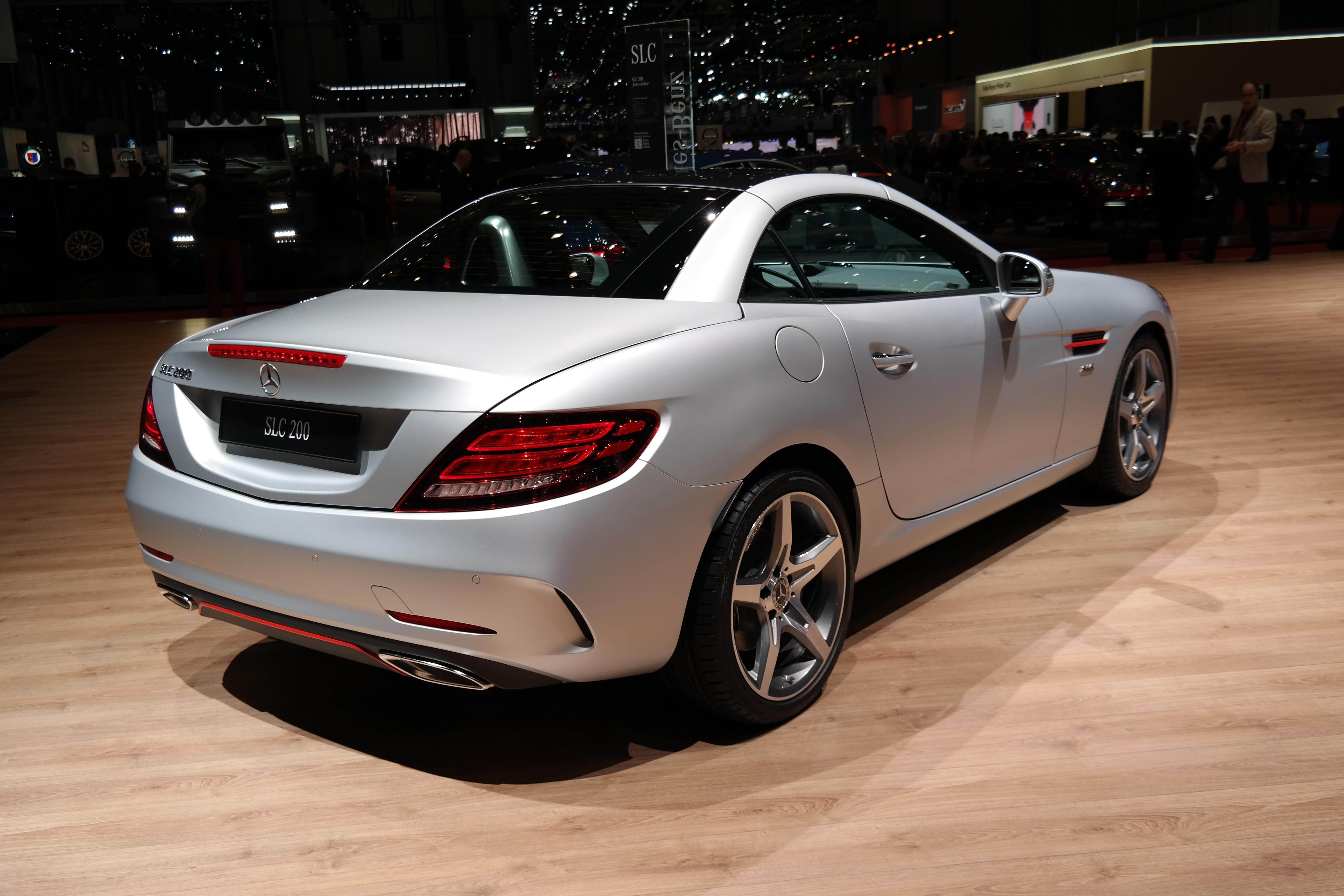
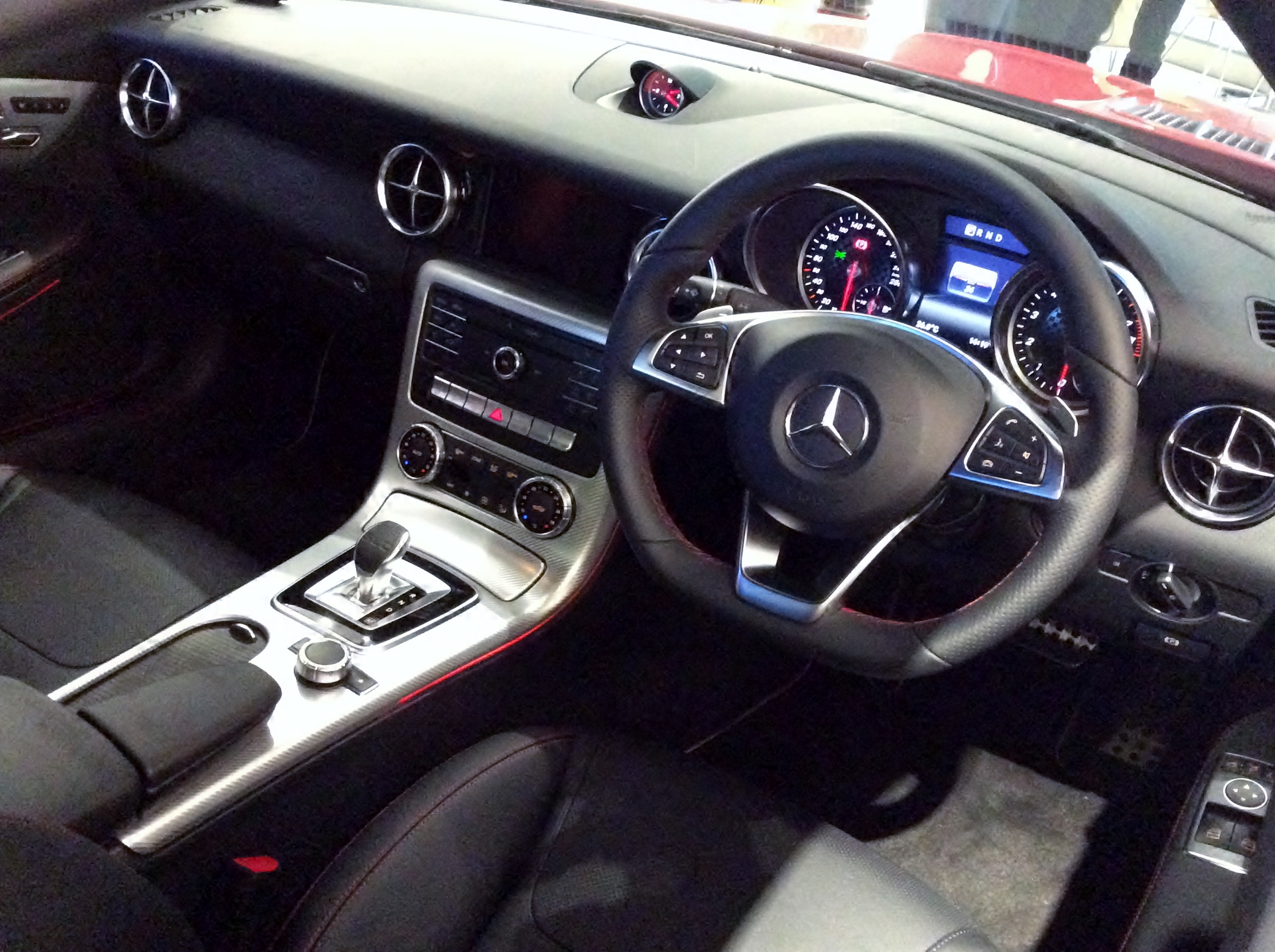
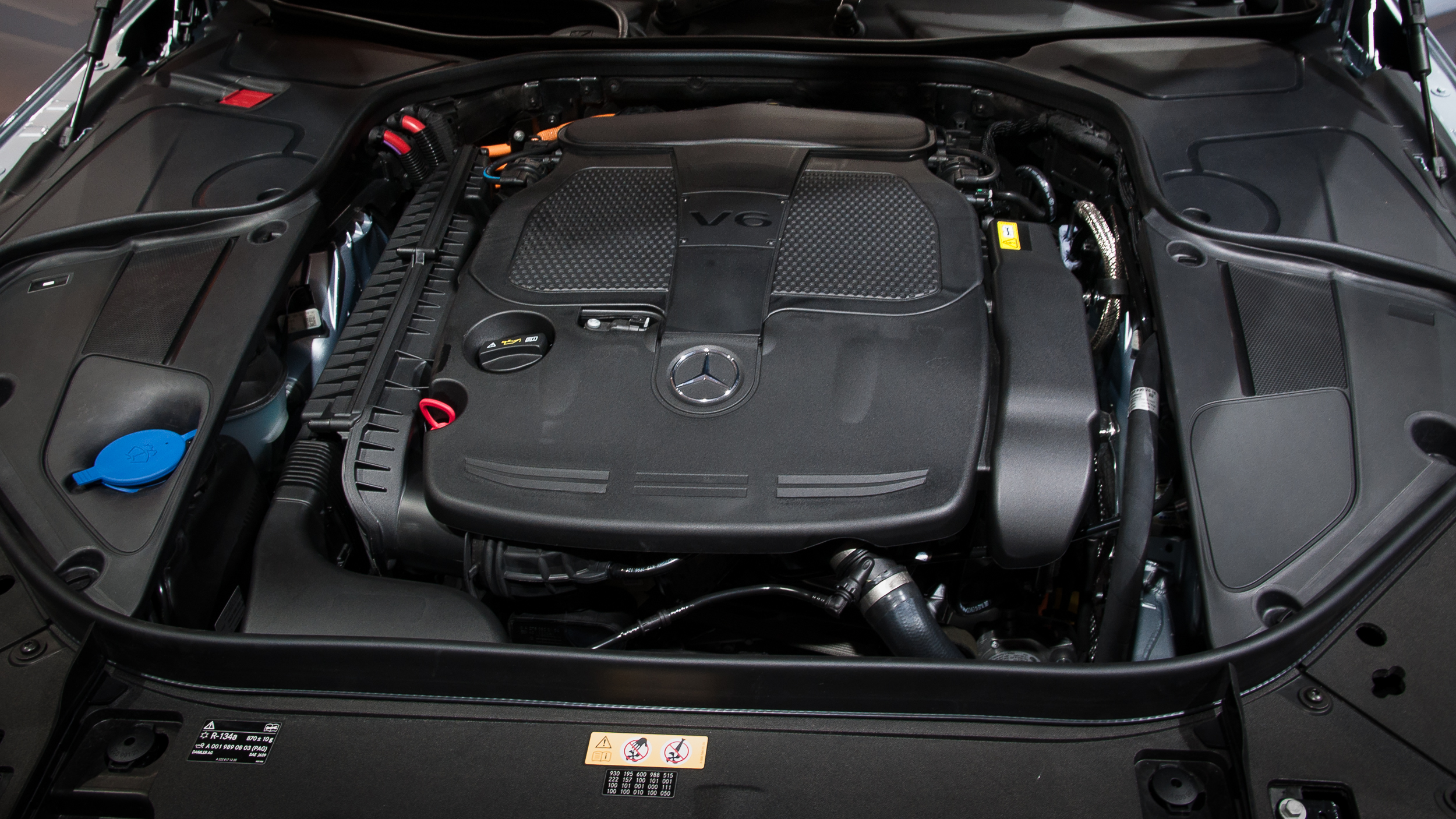